# Gottfried Weise (SS-Mitglied)
Ewald Franz Gottfried Weise (* 11. März 1921 in Waldenburg (Sachsen); † 1. März 2000 in Solingen) war ein deutscher SS-Unterscharführer und Aufseher im KZ Auschwitz-Birkenau.

## Leben
Gottfried Weise wuchs in bürgerlichen Verhältnissen auf. Sein Vater war Bauunternehmer. Nach dem Besuch der Volksschule begann er 1935 eine Maurerlehre, die er nach vier Jahren im April 1939 erfolgreich abschloss. Neben der Lehre besuchte er in der Zeit von 1935 bis 1938 die Gewerbe- und Öffentliche Handelsschule und anschließend eine Bauschule. Die dort angestrebte Ausbildung zum Bautechniker konnte er wegen seiner Einberufung zum Kriegsdienst im September 1940 nicht mehr abschließen.
Als 16-Jähriger trat er zum 10. November 1937 von der HJ als Staffelbewerber in die SS über. Seit 15. September 1940 war er bei der Waffen-SS aktiv. Im September 1941 wurde er während des Russlandfeldzuges schwer verwundet und verlor ein Auge. Zum 1. Juli 1943 wurde er zum Unterscharführer befördert.
Im Mai 1944 wurde Gottfried Weise in das Konzentrationslager Auschwitz als Amtsgruppenchef kommandiert und hatte in der Gefangeneneigentums- und Effektenlagerverwaltung weibliche und männliche Sortierkommandos zu beaufsichtigen. Er war unter den Häftlingen besonders gefürchtet und hatte den Ruf eines unberechenbaren und gewalttätigen SS-Aufsehers. (Wilhelm Tell von Auschwitz)
Im Juni/Juli 1944 tötete er einen Häftling, der nach einer kurzen Pause nicht sofort zum Dienst angetreten war, und zwei weitere Gefangene, die sich in einem mit Kleidung beladenen Eisenbahnwaggon versteckt hatten, mit Kopfschüssen. Im Spätsommer 1944 hatte er außerdem einem etwa 6- bis 10-jährigen Jungen, der gerade erst mit einem Eisenbahntransport in das Lager deportiert worden war, drei leere Konservendosen auf Kopf und Schultern gesetzt. Nachdem er die Dosen von dem Körper des Kindes geschossen hatte, tötete er den Jungen aus kurzer Entfernung mit einem Schuss in dessen Gesicht. Einem Mädchen, etwa 17 oder 18 Jahre alt, schoss er ebenfalls mehrfach Konservendosen von ihrem Kopf und tötete sie dann durch einen gezielten Kopfschuss. Weitere Gottfried Weise vorgeworfene Taten konnten nicht sicher festgestellt werden.
Nach Kriegsende war er als Bauführer in Solingen tätig. Von Oktober 1986 bis Januar 1988 hatte sich Gottfried Weise wegen Mordes vor dem Landgericht Wuppertal zu verantworten. Er wurde durch Urteil am 28. Januar 1988 wegen fünffachen Mordes zu einer lebenslangen Freiheitsstrafe verurteilt. Hiergegen legte er Revision ein und kam gegen Hinterlegung einer Kaution von 300.000 DM auf freien Fuß. Nach Ablehnung seiner Revision durch das Oberlandesgericht Düsseldorf am 19. April 1989 entzog er sich seiner Verhaftung durch Flucht in die Schweiz. Hier hielt er sich als „Gerhard Sieber“ zwölf Wochen in einem Haus in Faulensee im Kanton Bern versteckt, wurde dann aber nach einem Herzinfarkt in einem Schweizer Krankenhaus aufgespürt und erneut verhaftet. Am 4. April 1997 erhielt er auf Betreiben des damaligen nordrhein-westfälischen Innenministers Franz-Josef Kniola Haftverschonung aus gesundheitlichen Gründen.